# Giovanni I di Meclemburgo-Stargard
Giovanni I di Meclemburgo-Stargard (Schwerin, 1326 – Stargard, tra il 9 agosto 1392 e il 9 febbraio 1393) fu il primo duca di Meclemburgo-Stargard dal 1342 sino alla sua morte.

## Biografia
Giovanni I era il figlio minore di Enrico II di Meclemburgo e di sua moglie, Anna di Sassonia-Wittenberg, figlia del duca Alberto II di Sassonia-Wittenberg.
Alla morte del padre nel 1329 rimase sotto tutela della madre fino al 1344, quando raggiunta l'età per governarte autonomamente, prese parte alla reggenza del Meclemburgo. L'8 luglio 1348 l'imperatore Carlo IV elevò a Praga Giovanni e suo fratello Alberto II al rango di duchi
Giovanni e i suoi fratelli, Alberto e Carlo, inizialmente supportarono il falso Waldemaro, ma nel 1350 si riconciliarono col duca Ludovico V di Baviera.
Il 25 novembre 1352, quando il ducato principale di Meclemburgo venne suddiviso, Giovanni ottenne i dominii di Stargard, Sternberg e Eldenburg.
Appoggiò suo nipote Alberto III di Brunswick-Lüneburg durante la sua lotta per l'ascesa al trono di Svezia.

## Matrimonio e figli
Giovanni I si sposò tre volte. La sua prima moglie, di nome Rixa, era di origini sconosciute e morì probabilmente poco dopo il matrimonio che fu senza figli.
La seconda moglie, Anna, era figlia del conte Adolfo VIII di Schauenburg-Pinneberg. Da questo matrimonio nacque:
- Anna, che sposò il 4 aprile 1363 Wartislavo VI di Pomerania-Wolgast

In terze nozze, Giovanni I si sposò con Agnese, figlia di Ulrico II di Lindow-Ruppin, già vedova di Nicola IV, signore di Werle. Da questo matrimonio nacquero cinque figli:
- Giovanni II (morto il 6 luglio o il 9 ottobre 1416), erede paterno
- Ulrico I (m. 8 aprile 1417), coreggente col fratello e poi duca di Meclemburgo-Stargard
- Rodolfo (m. 28 luglio 1415), primo vescovo di Skara e vescovo di Schwerin dal 1390 col nome di Rodolfo III
- Alberto (m. 1397), coreggente, dal 1396 coadiutore e assistente del vescovo di Dorpat
- Costanza (c. 1373-1408)

## Ascendenza
|                                    |                       |                             | Genitori                       |  |  | Nonni |  |  | Bisnonni                  |  |  | Trisnonni                       |  |
|                                    |                       |                             |                                |  |  |       |  |  | Giovanni I di Meclemburgo |  |  | Enrico Borwin II di Meclemburgo |  |
|                                    |                       |                             |                                |  |  |       |  |  | Giovanni I di Meclemburgo |  |  | Enrico Borwin II di Meclemburgo |  |
|                                    |                       | Kristina di Svezia          |                                |  |  |       |  |  | Giovanni I di Meclemburgo |  |  |                                 |  |
| Enrico I di Meclemburgo            |                       |                             |                                |  |  |       |  |  | Giovanni I di Meclemburgo |  |  |                                 |  |
|                                    |                       | Liutgarda di Henneberg      | Poppo VII di Henneberg         |  |  |       |  |  |                           |  |  |                                 |  |
|                                    |                       | Liutgarda di Henneberg      | Poppo VII di Henneberg         |  |  |       |  |  |                           |  |  |                                 |  |
|                                    |                       | Liutgarda di Henneberg      | …                              |  |  |       |  |  |                           |  |  |                                 |  |
| Enrico II di Meclemburgo           |                       | Liutgarda di Henneberg      |                                |  |  |       |  |  |                           |  |  |                                 |  |
|                                    |                       | Barnim I di Pomerania       | Boghislao II di Pomerania      |  |  |       |  |  |                           |  |  |                                 |  |
|                                    |                       | Barnim I di Pomerania       | Boghislao II di Pomerania      |  |  |       |  |  |                           |  |  |                                 |  |
|                                    |                       | Barnim I di Pomerania       | Miroslawa di Pomerelia         |  |  |       |  |  |                           |  |  |                                 |  |
| Anastasia di Pomerania             |                       | Barnim I di Pomerania       |                                |  |  |       |  |  |                           |  |  |                                 |  |
|                                    |                       | Marianna                    | …                              |  |  |       |  |  |                           |  |  |                                 |  |
|                                    |                       | Marianna                    | …                              |  |  |       |  |  |                           |  |  |                                 |  |
|                                    |                       | Marianna                    | …                              |  |  |       |  |  |                           |  |  |                                 |  |
| Giovanni I di Meclemburgo-Stargard |                       | Marianna                    |                                |  |  |       |  |  |                           |  |  |                                 |  |
|                                    | Alberto I di Sassonia | Bernardo III di Sassonia    |                                |  |  |       |  |  |                           |  |  |                                 |  |
|                                    | Alberto I di Sassonia | Bernardo III di Sassonia    |                                |  |  |       |  |  |                           |  |  |                                 |  |
|                                    | Alberto I di Sassonia | Brigitta di Danimarca       |                                |  |  |       |  |  |                           |  |  |                                 |  |
| Alberto II di Sassonia             | Alberto I di Sassonia |                             |                                |  |  |       |  |  |                           |  |  |                                 |  |
|                                    |                       | Elena di Brunswick-Lüneburg | Ottone I di Brunswick-Lüneburg |  |  |       |  |  |                           |  |  |                                 |  |
|                                    |                       | Elena di Brunswick-Lüneburg | Ottone I di Brunswick-Lüneburg |  |  |       |  |  |                           |  |  |                                 |  |
|                                    |                       | Elena di Brunswick-Lüneburg | Matilde di Brandeburgo         |  |  |       |  |  |                           |  |  |                                 |  |
| Anna di Sassonia-Wittenberg        |                       | Elena di Brunswick-Lüneburg |                                |  |  |       |  |  |                           |  |  |                                 |  |
|                                    |                       | Rodolfo I d'Asburgo         | Alberto IV il Saggio           |  |  |       |  |  |                           |  |  |                                 |  |
|                                    |                       | Rodolfo I d'Asburgo         | Alberto IV il Saggio           |  |  |       |  |  |                           |  |  |                                 |  |
|                                    |                       | Rodolfo I d'Asburgo         | Edvige di Kyburg               |  |  |       |  |  |                           |  |  |                                 |  |
| Agnese d'Asburgo                   |                       | Rodolfo I d'Asburgo         |                                |  |  |       |  |  |                           |  |  |                                 |  |
|                                    |                       | Gertrude di Hohenberg       | Burcardo V di Hohenberg        |  |  |       |  |  |                           |  |  |                                 |  |
|                                    |                       | Gertrude di Hohenberg       | Burcardo V di Hohenberg        |  |  |       |  |  |                           |  |  |                                 |  |
|                                    |                       | Gertrude di Hohenberg       | Matilde di Tubinga             |  |  |       |  |  |                           |  |  |                                 |  |
|                                    |                       | Gertrude di Hohenberg       |                                |  |  |       |  |  |                           |  |  |                                 |  |